# Volcom
Volcom es una marca deportiva estadounidense de ropa skate, surf y snowboard, la cual ha estado involucrada en el auspicio internacional de cada uno de estos tres Deportes. La compañía tiene tres fabricantes en distintas ubicaciones: la primera fue en Los Ángeles, mientras que las otras dos, recientemente abiertas en (2006) en San Diego y Santa Bárbara.
El 16 de enero de 2006, se hizo público que Volcom, Inc. compraría la compañía de gafas de sol Electric Visual, por un valor de US$25.25 millones, junto con US$21 millones adicionales por el cumplimiento de ciertos puntos del contrato tras la compra.

## Historia

### Inicios
Volcom fue fundada en 1991 por Richard "Wooly" Woolcott y Tucker "T-Dawg" Hall, quienes basaron la ética de su compañía en sus propias experiencias con deportes de tabla. En marzo de ese mismo año, éstos fueron a un viaje de snowboarding al Lago Tahoe y, después, decidieron crear un negocio de ropa. Chet Thomas fue el primer skateboarder profesional en ser auspiciado por Volcom. En 1995, Volcom fue la primera compañía de deportes de acción en crear su propio sello discográfico, Volcom Entertainment.

### Adquisición por Kering y IPO (1995—2011)
En abril de 2005, Volcom adoptó su nombre actual, «Volcom, Inc.». La empresa se convirtió en una entidad comercial pública el 29 de junio de 2005, cuando Wachovia Securities, D.A. Davidson y Piper Jaffray hicieron pública una oferta inicial en NASDAQ sobre la adquisición de 4.69 millones de acciones a un precio de US$19 cada valor, a lo cual se recaudó un total de US$89 millones. A principios de 2008, Volcom compró de Electric Visual Evolution LLC por una suma de US$25.3 millones.
El 2 de mayo de 2011, el grupo Kering (anteriormente conocido como Pinault-Printemps-Redoute y PPR hasta el 18 de junio de 2013) realizó una oferta para adquirir Volcom a US$24.50 cada acción, así aumentando el valor de la empresa hasta los US$608 millones. Desde la compra, Kering ha estado expandiendo y diversificando la marca.
El 2 de febrero de 2025, Liberated Brands, empresa matriz de las tiendas de Volcom en Estados Unidos, se acogió al Capítulo 11 de la Ley de Quiebras de los Estados Unidos, enumerando activos y pasivos de entre 100 millones y 500 millones de dólares. La compañía anunció el cierre de todas las tiendas restantes de Volcom en Estados Unidos, y las ventas de liquidación comenzaron una semana antes de la quiebra.